# Cryptops garganensis
Cryptops garganensis är en mångfotingart som beskrevs av Karl Wilhelm Verhoeff 1934. Cryptops garganensis ingår i släktet Cryptops och familjen Cryptopidae.
Artens utbredningsområde är Italien. Inga underarter finns listade i Catalogue of Life.